# Ekeby, Rasbo socken
Ekeby är en by i Rasbo socken, Uppsala kommun.
Byn omtalas i skriftliga handlingar första gången 1291 ('in Echiby'), då Uppsala domkyrkas fabricia har en gård i Ekeby jämte en utgjord, som sålts till kaniken Rutger. Byn omfattade 1540-68 två mantal frälse samt en skatteutjord, fram till 1554 lydande under byn Kallesta, därefter under byn Årby.